# Championnats des États-Unis d'athlétisme 2011
Navigation
Championnats 2010 Sélections olympiques 2012
Les Championnats des États-Unis d'athlétisme 2011 (en anglais : 2011 USA Outdoor Track and Field Championships) se déroulent du 23 au 26 juin 2011 au stade Hayward Field de Eugene dans l'Oregon. La compétition détermine les champions d'athlétisme séniors et juniors des États-Unis, et fait également office de sélection pour les Championnats du monde 2011.

## Enjeux
La compétition consacre les meilleurs athlètes américains sur piste extérieure, mais sert également de sélection pour les Championnats du monde 2011 se déroulant du 27 août au 4 septembre 2011 à Daegu, en Corée du Sud. Les trois meilleurs athlètes de chaque épreuve se qualifient pour les mondiaux à condition de réaliser les minima A de qualification imposés par l'IAAF. Plusieurs athlètes américains, dont la plupart participent à ces championnats nationaux, sont qualifiés d'office pour les championnats du monde en bénéficiant d'une wild card de la part des organisateurs du fait de leur statut de tenant du titre. Il s'agît chez les messieurs de LaShawn Merritt (400 m), Kerron Clement (400 m haies), Dwight Phillips (saut en  longueur), Christian Cantwell (lancer du poids), Trey Hardee (décathlon), et d'Allyson Felix (200 m), Sanya Richards (400 m) et Brittney Reese (saut en longueur) chez les dames.

## Programme
Quarante épreuves figurent au programme de ces championnats 2011 (20 masculines et 20 féminines). Des épreuves juniors et vétérans se disputent également lors de cette compétition.
| Finales | 23 juin                                                 | 24 juin                                   | 25 juin                                                                     | 26 juin                                                                                           |
| ------- | ------------------------------------------------------- | ----------------------------------------- | --------------------------------------------------------------------------- | ------------------------------------------------------------------------------------------------- |
| Hommes  | Triple saut Lancer du marteau Lancer du disque 10 000 m | Décathlon Lancer du javelot 100 m 5 000 m | Saut à la perche 400 m Saut en longueur 110 m haies 1 500 m 3 000 m steeple | 20 km marche Saut en hauteur Lancer du poids 400 m haies 800 m 200 m                              |
| Femmes  | Lancer du disque Lancer du poids 10 000 m               | Triple saut Saut en hauteur 100 m 5 000 m | Lancer du marteau Lancer du javelot 400 m 400 m haies 1 500 m               | 20 km marche Heptathlon Saut à la perche Saut en longueur 3 000 m steeple 800 m 100 m haies 200 m |

## Faits marquants

### Premier jour

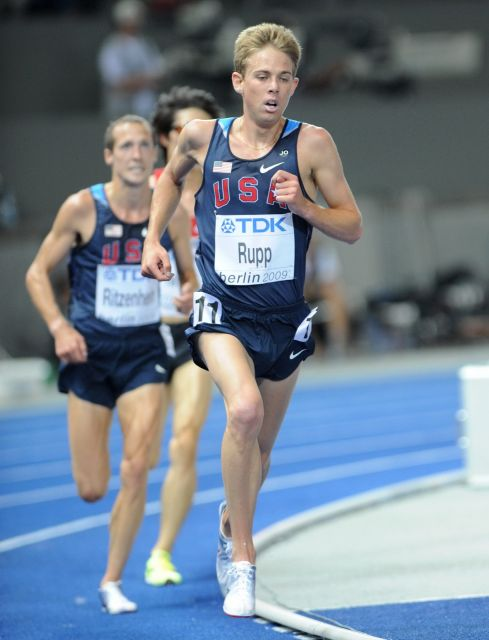
Galen Rupp remporte pour la troisième année consécutive le titre du 10 000 m

La première journée des compétitions est marquée par l'opposition au lancer du poids féminin entre Michelle Carter et Jillian Camarena-Williams. Carter remporte son troisième titre national après 2008 et 2009, et améliore son record personnel avec 19,86 m, ne devançant sa compatriote que d'un centimètre seulement. Au lancer du marteau masculin, Kibwé Johnson décroche le titre avec 80,31 m, soit la meilleure marque établi par un athlète américain depuis la saison 2000 et les 80,99 m de son compatriote Lance Deal. 
Les finales du lancer du disque consacrent chez les dames la championne olympique Stephanie Brown Trafton avec un jet à 63,35 m et Jarred Rome chez les hommes avec la marque de 63,99 m. L'étudiant Christian Taylor s'adjuge le titre national du triple saut avec 17,49 m après avoir remporté quelques semaines plus tôt le titre NCAA. Sur la piste, Galen Rupp décroche son troisième succès consécutif sur 10 000 mètres (28 min 38 s 17) après 2009 et 2010 alors que Shalane Flanagan s'impose chez les féminines dans le temps de 30 min 59 s 97.

### Deuxième jour
Après avoir dominé la première journée du décathlon, Ashton Eaton remporte dès le lendemain au terme des dix épreuves son premier titre national. Il améliore à cette occasion son record personnel en réalisant un total de 8 729 points, soit la meilleure performance de l'année 2011 et le meilleur total réalisée dans cette discipline depuis la saison 2009. Ce concours est également marqué par l'abandon sur blessure du champion olympique Bryan Clay, victime d'une chute lors du 110 mètres haies. Dans les autres épreuves, Mike Hazle devient champion des États-Unis du lancer du javelot (78,22 m) après avoir terminé deuxième lors des quatre éditions précédentes. Le 5 000 mètres masculin est remporté par Bernard Lagat qui parvient à devancer sur le fil son compatriote Chris Solinsky, obtenant son cinquième succès dans cette compétition.
Les épreuves masculines et féminines du 100 mètres, débutés la veille, sont marqués chez les hommes par le forfait sur blessure de Tyson Gay, auteur de la meilleure performance mondiale de l'année en 9 s 79, peu avant les demi-finales. La victoire revient finalement à Walter Dix en 9 s 94 (+1,3 m/s), devant Justin Gatlin (9 s 95), de retour de suspension pour dopage l'année précédente, et Mike Rodgers (9 s 99). Côté féminin, Carmelita Jeter remporte son deuxième titre national après 2009 en 10 s 74 dans des conditions de vent trop favorables de +2,7 m/s. Elle devance ses compatriotes Marshevet Myers (10 s 83) et Mikele Barber (10 s 96). Le titre du triple saut féminin revient à Amanda Smock avec 14,07 m et celui du saut en hauteur à l'étudiante de l'Université de l'Arizona Brigetta Barrett qui s'impose avec 1,95 m, nouveau record personnel. Chaunte Lowe, de retour de maternité fin 2010, ne prend que la neuvième place du concours avec un saut à 1,78 m. Sur 5 000 mètres, Molly Huddle remporte son premier titre national sur piste après ses succès sur route. La détentrice du record des États-Unis s'impose dans le temps de 15 min 10 s 01.

### Troisième jour

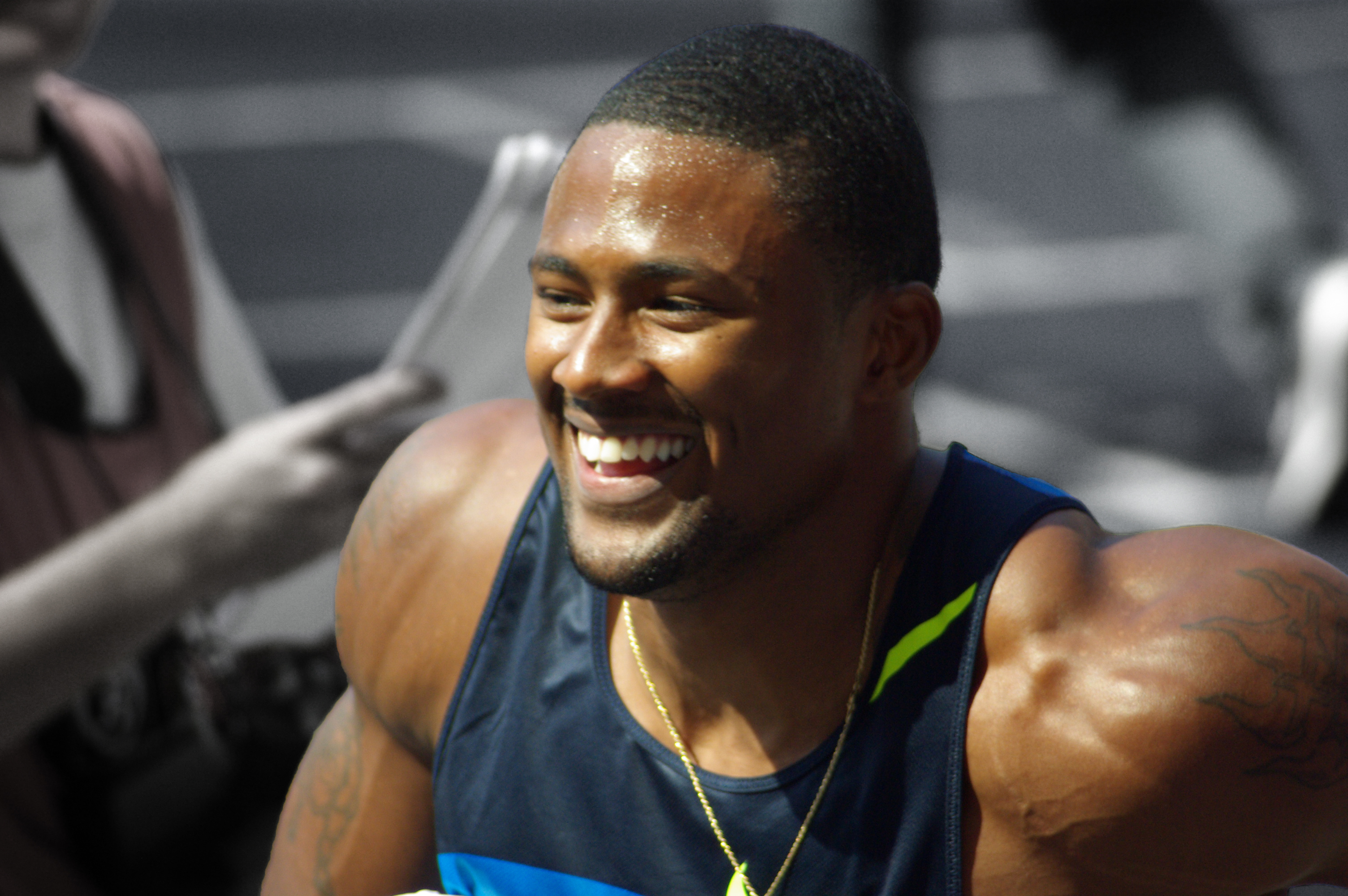
Troisième titre national du 110 m haies pour David Oliver après 2008 et 2010.

Lors du troisième jour des compétitions, le 25 juin 2011, Derek Miles décroche à l'âge de 38 ans son premier titre national en plein air au saut à la perche avec 5,66 m, devançant de six centimètres Jeremy Scott. Brad Walker, auteur pourtant de la meilleure performance mondiale de l'année avec 5,86 m, ne parvient pas à franchir la moindre barre. Dans les autres épreuves, Marquise Goodwin, champion du monde junior 2008, remporte le saut en longueur avec 8,33 m (+2,1 m/s), devant l'autre espoir américain de la discipline William Claye. Dwight Phillips, qualifié d'office pour les Championnats du monde de Daegu en tant que tenant du titre, ne prend que la dixième place de la finale avec 7,89 m. Dans les autres concours au programme de la journée, Kara Patterson remporte le lancer du javelot féminin avec un jet avec 59,34 m, Jessica Cosby décrochant quant à elle le titre du lancer du marteau avec 71,33 m. Le titre du 400 mètres masculin revient à Tony McQuay, vainqueur surprise de l'épreuve masculine devant Jeremy Wariner et Greg Nixon dans le temps de 44 s 68. Il améliore de 19 centièmes de seconde son record personnel et établit la deuxième meilleure performance mondiale de l'année sur le tour de piste derrière le Grenadin Rondell Bartholomew. Allyson Felix s'impose chez les dames en 50 s 40 et devient par la même occasion la première athlète de l'histoire de l'athlétisme américain à obtenir le titre national sur 100 m, 200 m et 400 m. Elle devance avec le temps de 50 s 40 ses compatriotes Francena McCorory (50 s 49) et Debbie Dunn (50 s 70), qualifiées elles aussi pour l'épreuve individuelle des mondiaux 2011.
David Oliver remporte pour la troisième fois de sa carrière le titre national du 110 mètres haies après ses succès obtenus en 2008 et 2010. Il s'impose en 13 s 04 (+1,4 m/s) devant Aries Merritt (13 s 12) et Jason Richardson (13 s 15), Terrence Trammell ne terminant qu'au pied du podium en 13 s 16. Dans les autres courses au programme de la journée, Matthew Centrowitz remporte le 1 500 mètres masculin devant Bernard Lagat et Leonel Manzano mais sans parvenir à réaliser les minima A. Côté féminin, les minima sont atteints avec la victoire de Morgan Uceny (4 min 03 s 91) devant Jennifer Simpson et Shannon Rowbury. Le titre du 3 000 m steeple masculin revient à William Nelson en 8 min 28 s 46, celui du 400 m haies féminin à Lashinda Demus (54 s 24).

### Quatrième jour

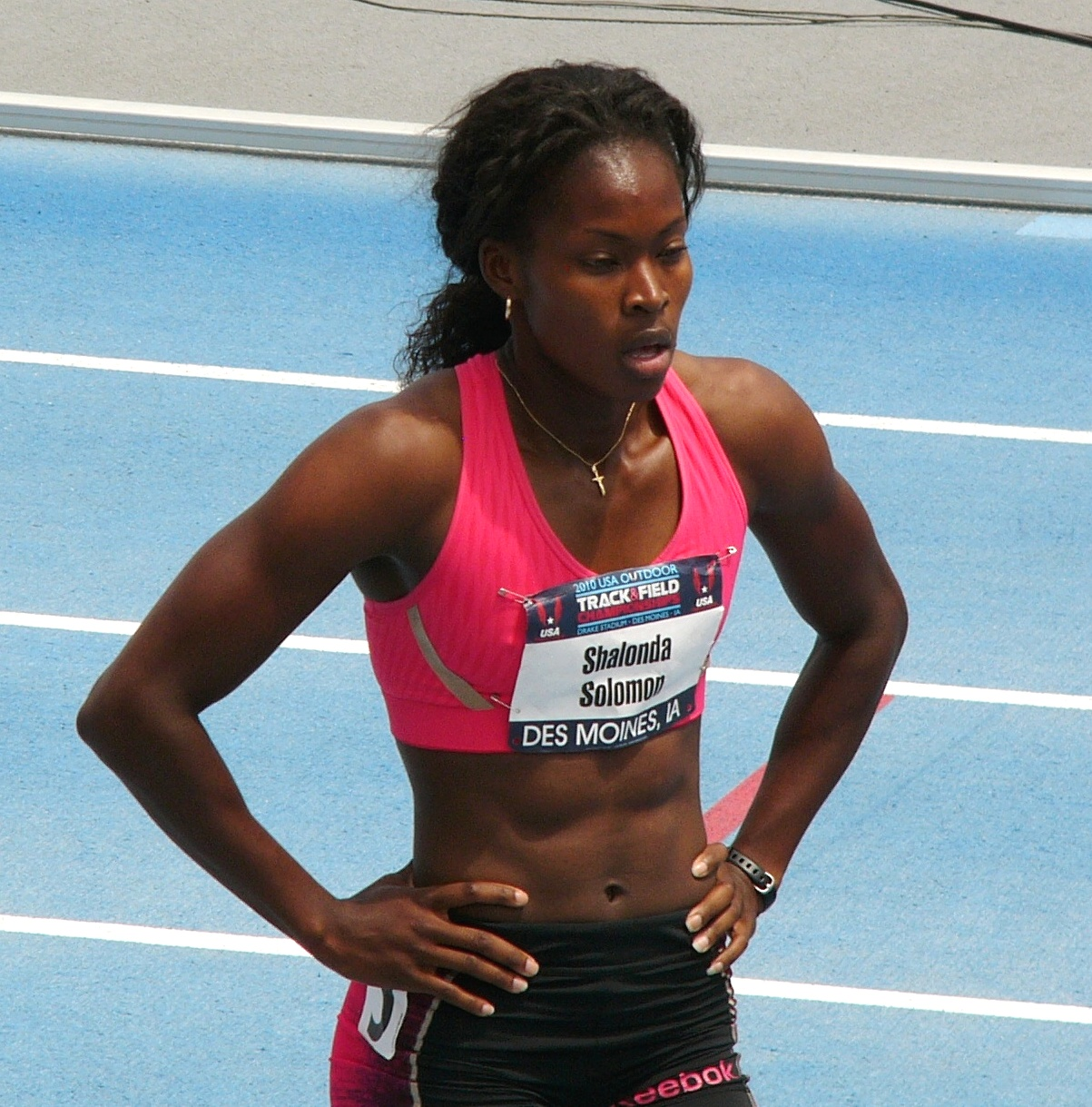
Shalonda Solomon s'impose sur 200 mètres en réalisant la meilleure performance mondiale de l'année

Les titres nationaux du 20 km marche reviennent à Trevor Barron qui établit un nouveau record des États-Unis en 1 h 23 min 25 s 10, et à Maria Michta chez les femmes. Le concours de l'heptathlon, débutée la veille, est remportée par Sharon Day avec le score de 6 058 points. Au saut en longueur féminin, Brittney Reese décroche son quatrième titre consécutif de championne des États-Unis avec 7,19 m (+1,8 m/s), réalisés à sa sixième et dernière tentative. Elle améliore à cette occasion de neuf centimètres son record personnel établi lors de sa victoire aux Championnats du monde de 2009 et enregistre la meilleure performance mondiale de l'année. Sa compatriote Kylie Hutson créée la surprise en devançant au saut à la perche Jennifer Suhr, vainqueur des cinq éditions précédentes, et réalise par la même occasion avec une barre à 4,65 m un nouveau record personnel ainsi que les minima pour les mondiaux de Daegu. Le concours du lancer du poids masculin est remporté par Adam Nelson (22,09 m), devant Christian Cantwell (21,87 m) et Reese Hoffa (21,86 m). Alysia Johnson décroche son deuxième titre consécutif sur 800 mètres en 1 min 58 s 33, Emma Coburn s'impose quant à elle sur 3 000 m steeple en 9 min 44 s 11.
L'un des exploits de la journée est à mettre à l'actif du sauteur en hauteur Jesse Williams qui devient champion des États-Unis pour la deuxième fois consécutive en réalisant la meilleure performance mondiale de l'année 2011 avec 2,37 m, franchis à son troisième et dernier essai. Il améliore de trois centimètres son record personnel en plein air. Sur la piste, Jeshua Anderson remporte le titre du 400 m haies devant Bershawn Jackson et Angelo Taylor alors que Nick Symmonds signe son quatrième succès national consécutif sur le 800 mètres (1 min 44 s 17). Sur 100 m haies, Kellie Wells établit un nouveau record personnel et la meilleure performance mondiale de l'année en 12 s 50 (+1,8 m/s), devançant ses compatriotes Danielle Carruthers et Dawn Harper qui obtiennent elles aussi leur billet pour les mondiaux de Daegu. Les Championnats des États-Unis 2011 se concluent par les deux épreuves du 200 mètres. Côté masculin, la victoire revient à Walter Dix, déjà vainqueur du 100 mètres, qui s'impose en 19 s 95 (+2,4 m/s) devant Darvis Patton et Jeremy Dodson. Le titre féminin est obtenu par Shalonda Solomon en 22 s 15 (+1,0 m/s), nouveau record personnel et meilleure performance mondiale de l'année 2011.

## Résultats

### Hommes
| Épreuves | Or                                    | Argent                          | Bronze                             |
| --- | ------------------------------------- | ------------------------------- | ---------------------------------- |
| 100 m Vent : +1,3 m/s | Walter Dix 9 s 94                     | Justin Gatlin 9 s 95 (SB)       | Mike Rodgers 9 s 99                |
| 200 m Vent : +2,4 m/s | Walter Dix 19 s 95                    | Darvis Patton 19 s 98           | Jeremy Dodson 20 s 07              |
| 400 m | Tony McQuay 44 s 68 (PB)              | Jeremy Wariner 44 s 98          | Greg Nixon 44 s 98                 |
| 800 m | Nick Symmonds 1 min 44 s 17           | Khadevis Robinson 1 min 44 s 49 | Charles Jock 1 min 44 s 67         |
| 1 500 m | Matthew Centrowitz 3 min 47 s 63      | Bernard Lagat 3 min 47 s 96     | Leonel Manzano 3 min 48 s 16       |
| 5000 m | Bernard Lagat 13 min 23 s 06          | Chris Solinsky 13 min 23 s 65   | Galen Rupp 13 min 25 s 52          |
| 10 000 m | Galen Rupp 28 min 38 s 17             | Matt Tegenkamp 28 min 39 s 97   | Scott Bauhs 28 min 40 s 51         |
| 3000 m steeple | William Nelson 8 min 28 s 46          | Daniel Huling 8 min 29 s 27     | Kyle Alcorn 8 min 29 s 44          |
| 20 km marche | Trevor Barron 1 h 23 min 25 s 10 (NR) | John Nunn 1 h 23 min 51 s 73    | Patrick Stroupe 1 h 26 min 29 s 44 |
| 110 m haies Vent : + 1,4 m/s | David Oliver 13 s 04                  | Aries Merritt 13 s 12           | Jason Richardson 13 s 15           |
| 400 m haies | Jeshua Anderson 47 s 93 (PB)          | Bershawn Jackson 47 s 93        | Angelo Taylor 47 s 94              |
| Saut en hauteur | Jesse Williams 2,37 m (WL, PB)        | Dusty Jonas 2,31 m              | Erik Kynard 2,28 m                 |
| Saut à la perche | Derek Miles 5,66 m                    | Jeremy Scott 5,60 m             | Nick Mossberg 5,54 m               |
| Saut en longueur | Marquise Goodwin 8,33 m               | William Claye 8,19 m            | Jeremy Hicks 8,10 m                |
| Triple saut | Christian Taylor 17,49 m              | William Claye 17,09 m           | Walter Davis 17,02 m               |
| Poids | Adam Nelson 22,09 m                   | Christian Cantwell 21,87 m      | Reese Hoffa 21,86 m                |
| Disque | Jarred Rome 63,99 m                   | Jason Young 63,81 m             | Lance Brooks 63,42 m               |
| Marteau | Kibwé Johnson 80,31 m                 | Michael Mai 74,69 m             | Matthew Dibuono 73,06 m            |
| Javelot | Mike Hazle 78,22 m                    | Sean Furey 77,99 m              | Cyrus Hostetler 77,84 m            |
| Décathlon | Ashton Eaton 8 729 pts (WL, PB)       | Jon Harlan 8 011                | Miller Moss 7 878 pts              |
| Records et Performances - AR : Record continental (area record) - CR : Record des championnats (championship record) - MR : Record du meeting (meet record) - NR : Record national (national record) - OR : Record olympique (olympic record) - PR : Record paralympique (paralympic record) - PB : Record personnel (personal best) - SB : Meilleure performance personnelle de la saison (season's best) - WL : Meilleure performance mondiale de l'année (world leader) - WJR : Record du monde junior (world junior record) - WR : Record du monde (world record) Circonstances et Conditions - DNF : N'a pas terminé (did not finish) - DNS : N'a pas pris le départ (did not start) - DQ : Disqualification (disqualification) - NM : Aucun essai valable enregistré (No Mark) - Q : Qualifié « directement » au prochain tour (ou à la prochaine compétition), lors d'une compétition majeure, grâce au classement ou à la réalisation des minima (automatic qualifier) - q : Qualifié au prochain tour (ou à la prochaine compétition), lors d'une compétition majeure, grâce au repêchage ou à la réalisation de l'une des meilleures performances parmi celles des « non qualifiés directement » (grâce au meilleur temps ou à la meilleure distance par exemple) (secondary qualifier) |                                       |                                 |                                    |

### Femmes
| Épreuves | Or                                | Argent                            | Bronze                            |
| --- | --------------------------------- | --------------------------------- | --------------------------------- |
| 100 m Vent : +2,7 m/s | Carmelita Jeter 10 s 74           | Marshevet Myers 10 s 83           | Mikele Barber 10 s 96             |
| 200 m Vent : +1,0 m/s | Shalonda Solomon 22 s 15 (WL, PB) | Carmelita Jeter 22 s 23           | Jeneba Tarmoh 22 s 28             |
| 400 m | Allyson Felix 50 s 40             | Francena McCorory 50 s 49         | Debbie Dunn 50 s 70               |
| 800 m | Alysia Montaño 1 min 58 s 33      | Maggie Vessey 1 min 58 s 86       | Alice Schmidt 1 min 59 s 21       |
| 1500 m | Morgan Uceny 4 min 03 s 91        | Jennifer Simpson 4 min 05 s 66    | Shannon Rowbury 4 min 06 s 20     |
| 5 000 m | Molly Huddle 15 min 10 s 01       | Amy Hastings 15 min 14 s 31       | Angela Bizzarri 15 min 16 s 04    |
| 10 000 m | Shalane Flanagan 30 min 59 s 97   | Kara Goucher 31 min 16 s 65       | Jennifer Rhines 31 min 30 s 37    |
| 3000 m steeple | Emma Coburn 9 min 44 s 11         | Bridget Franek 9 min 44 s 90      | Delilah DiCrescenzo 9 min 46 s 31 |
| 20 km marche | Maria Michta 1 h 34 min 51 s 47   | Teresa Vaill 1 h 35 min 35 s 92   | Lauren Forgues 1 h 37 min 40 s 86 |
| 100 m haies Vent : +1,8 m/s | Kellie Wells 12 s 50              | Danielle Carruthers 12 s 59       | Dawn Harper 12 s 65               |
| 400 m haies | Lashinda Demus 54 s 21            | Queen Harrison 54 s 78            | Jasmine Chaney 55 s 22            |
| Saut en hauteur | Brigetta Barrett 1,95 m (PB)      | Elizabeth Patterson 1,89 m        | Inika McPherson 1,86 m            |
| Saut à la perche | Kylie Hutson 4,65 m (PB)          | Jennifer Suhr 4,60 m              | Lacy Janson 4,50 m                |
| Saut en longueur | Brittney Reese 7,19 m (WL, PB)    | Janay DeLoach 6,97 m              | Funmi Jimoh 6,88 m                |
| Triple saut | Amanda Smock 14,07 m              | Crystal Manning 13,94 m           | Toni Smith 13,79 m                |
| Poids | Michelle Carter 19,86 m           | Jillian Camarena-Williams 19,85 m | Sarah Stevens-Walker 18,12 m      |
| Disque | Stephanie Brown Trafton 63,35 m   | Aretha Thurmond 62,87 m           | Gia Lewis-Smallwood 60,53 m       |
| Marteau | Jessica Cosby 71,33 m             | Amber Campbell 70,07 m            | Keelin Godsey 68,90 m             |
| Javelot | Kara Patterson 59,34 m            | Rachel Yurkovich 54,91 m          | Alicia DeShasier 54,01 m          |
| Heptathlon | Sharon Day 6 058 pts              | Ryann Krais 6 030 pts             | Chantae McMillan 6 003 pts        |
| Records et Performances - AR : Record continental (area record) - CR : Record des championnats (championship record) - MR : Record du meeting (meet record) - NR : Record national (national record) - OR : Record olympique (olympic record) - PR : Record paralympique (paralympic record) - PB : Record personnel (personal best) - SB : Meilleure performance personnelle de la saison (season's best) - WL : Meilleure performance mondiale de l'année (world leader) - WJR : Record du monde junior (world junior record) - WR : Record du monde (world record) Circonstances et Conditions - DNF : N'a pas terminé (did not finish) - DNS : N'a pas pris le départ (did not start) - DQ : Disqualification (disqualification) - NM : Aucun essai valable enregistré (No Mark) - Q : Qualifié « directement » au prochain tour (ou à la prochaine compétition), lors d'une compétition majeure, grâce au classement ou à la réalisation des minima (automatic qualifier) - q : Qualifié au prochain tour (ou à la prochaine compétition), lors d'une compétition majeure, grâce au repêchage ou à la réalisation de l'une des meilleures performances parmi celles des « non qualifiés directement » (grâce au meilleur temps ou à la meilleure distance par exemple) (secondary qualifier) |                                   |                                   |                                   |